# Secolo
Un sècolo è un periodo di tempo la cui durata è di 100 anni consecutivi, essendo quindi lungo 10 decenni o 20 lustri. Dieci secoli formano invece un millennio.
Utilizzata in letteratura accompagnata da una indicazione numerica per indicare un'epoca o un periodo, la parola "secolo" può in tal caso trovarsi abbreviata in sec. (al plurale sec. o secc.), o più raramente s., mentre il simbolo sec non puntato denota la funzione trigonometrica secante (e in passato il secondo).

## Conteggio dei secoli nel calendario gregoriano
Nel calendario attualmente in uso nella maggior parte dei paesi del mondo, il calendario gregoriano, i secoli vengono conteggiati con numero ordinale convenzionalmente a partire dalla nascita di Cristo. I secoli antecedenti alla nascita di Cristo vengono numerati a ritroso rispetto a questa, seguiti però dalla sigla a.C. (avanti Cristo). Quando può sorgere un'ambiguità, per i secoli successivi alla nascita di Cristo, dopo il numero, viene specificata la sigla d.C. (dopo Cristo) o ev (era volgare).
In conseguenza alla convenzione di numerare gli anni a partire dalla nascita di Cristo, il I secolo comincia con l'anno 1 incluso e termina nell'anno 100 incluso.
Infatti, non è esistito l'anno "0" ma si è passati direttamente dall'anno 1 a.C. all'anno 1 d.C.  Conseguentemente il XX secolo iniziò nel 1901 e si concluse nel 2000, mentre il XXI secolo è iniziato nel 2001 e si concluderà nel 2100.

## Lettura e scrittura dei secoli
In italiano, e in molte lingue neolatine e slave, i secoli vengono comunemente indicati con i numeri romani (es.: I, II, III...).
In italiano è comunque possibile usare indifferentemente il numero romano oppure il numero arabo seguito dal simbolo di ordinale, e farlo seguire oppure precedere dalla parola "secolo"/"sec."; sono quindi equivalenti "IV secolo", "4º secolo", "secolo IV", "secolo 4º" (l'eventuale a.C./d.C. viene sempre posto alla fine).
I secoli dal XII al XX d.C. vengono anche chiamati con il sostantivo maschile del centinaio scritto con l'iniziale maiuscola, es. il Duecento è il XIII secolo, il Trecento è il XIV secolo... Il nome può essere scritto anche come il centinaio numerico, preceduto da un apostrofo per indicare l'aferesi del "mille" iniziale, es. il '200, il '300.
| Secolo       | Lettura                 | Inizia nell'anno | Finisce nell'anno |
| ------------ | ----------------------- | ---------------- | ----------------- |
| I secolo     | primo secolo [d.C.]     | 1                | 100               |
| II secolo    | secondo secolo          | 101              | 200               |
| III secolo   | terzo secolo            | 201              | 300               |
| IV secolo    | quarto secolo           | 301              | 400               |
| V secolo     | quinto secolo           | 401              | 500               |
| VI secolo    | sesto secolo            | 501              | 600               |
| VII secolo   | settimo secolo          | 601              | 700               |
| VIII secolo  | ottavo secolo           | 701              | 800               |
| IX secolo    | nono secolo             | 801              | 900               |
| X secolo     | decimo secolo           | 901              | 1000              |
| XI secolo    | undicesimo secolo       | 1001             | 1100              |
| XII secolo   | dodicesimo secolo       | 1101             | 1200              |
| XIII secolo  | tredicesimo secolo      | 1201             | 1300              |
| XIV secolo   | quattordicesimo secolo  | 1301             | 1400              |
| XV secolo    | quindicesimo secolo     | 1401             | 1500              |
| XVI secolo   | sedicesimo secolo       | 1501             | 1600              |
| XVII secolo  | diciassettesimo secolo  | 1601             | 1700              |
| XVIII secolo | diciottesimo secolo     | 1701             | 1800              |
| XIX secolo   | diciannovesimo secolo   | 1801             | 1900              |
| XX secolo    | ventesimo secolo        | 1901             | 2000              |
| XXI secolo   | ventunesimo secolo      | 2001             | 2100              |
| XXII secolo  | ventiduesimo secolo     | 2101             | 2200              |
| XXIII secolo | ventitreesimo secolo    | 2201             | 2300              |
| XXIV secolo  | ventiquattresimo secolo | 2301             | 2400              |

## Espressioni particolari
Al termine secolo sono stati spesso associati aggettivi e/o concetti di ordine generale nello sviluppo della civiltà Europea:
- i secoli bui: a partire dall'epoca del Rinascimento alcuni storici hanno usato questo termine per indicare l'Alto Medioevo.
- per contrapposizione secolo dei lumi è una locuzione che l'illuminismo cominciò a usare per indicare il XVIII secolo, periodo in cui appunto si sviluppò quel movimento culturale e filosofico.
- il secolo breve è il XX secolo, in particolare dal periodo fra l'inizio della Prima guerra mondiale, il 1914, fino alla caduta del muro di Berlino nel 1989.

## Significato del termine nel corso della storia
Il sostantivo «secolo» incominciò a essere adoperato a partire dal XVI secolo.
Prima di tale periodo, tuttavia, è possibile asserire che il termine latino «saeculum» venisse utilizzato prevalentemente o per indicare l'«universo quotidiano», o per denotare uno specifico periodo temporale contraddistinto dal governo di un determinato personaggio politico, il quale fosse stato in grado di apportare significativi beneficî alla vita dei cittadini (exempli gratia, il "secolo di Augusto").

### L'uso nella Bibbia
Nella cultura ebraica e – in generale – nella Bibbia, il sostantivo «secolo», di solito, non è inteso in senso cronologico, bensì viene adoperato per indicare il mondo: "il secolo presente" (Ef1,21;2Tim4,10;Mt12,32), contrapposto a quello futuro.
Si trova anche l'espressione "di secolo in secolo" (1Cr16,36;Dn2,20), equivalente a "per tutti i secoli" (Tb3,11: tale libro usa questa espressione moltissime volte; Sal71,5 e molti altri salmi; il Cantico dei tre fanciulli di Dan3 usa il ritornello "lodatelo ed esaltatelo nei secoli") per indicare il tempo indefinito in cui Dio è lodato.
L'espressione "nei secoli dei secoli" è un semitismo di origine biblica (Ap1,6; etc.) e appare sempre in un contesto dossologico: nella liturgia cattolica e nella devozione cristiana appare nella preghiera del "Gloria al Padre", e come tale appartiene alla preghiera quotidiana di moltissimi cristiani.